# Roridula
Roridula is een botanische naam in de rang van geslacht, van tweezaadlobbige planten. Het gaat om een geslacht van twee soorten struikjes, voorkomend in Zuid-Afrika.

## Soorten
- Roridula gorgonias - Planch.
- Roridula dentata -  L.